# 大道町 (名古屋市)
大道町（おおみちちょう）は、愛知県名古屋市西区の地名。

## 歴史

### 沿革
- 1934年（昭和9年）1月15日 - 西区南押切・栄生町の各一部により、同区大道町が成立[3]。
- 1941年（昭和16年）10月14日 - 西区平野町・南押切の各一部を編入する[3]。
- 1981年（昭和56年）4月29日 - 一部が西区則武新町二丁目および則武新町四丁目にそれぞれ編入される[3]。
- 1994年（平成6年）2月14日 - 2丁目の全域および1丁目の一部が西区栄生一丁目に編入される[4]。